# Ecnomus papuanus
Ecnomus papuanus är en nattsländeart som beskrevs av Georg Ulmer 1938. Ecnomus papuanus ingår i släktet Ecnomus och familjen trattnattsländor. Inga underarter finns listade i Catalogue of Life.